# كريستينا إنجيسدوتر من السويد

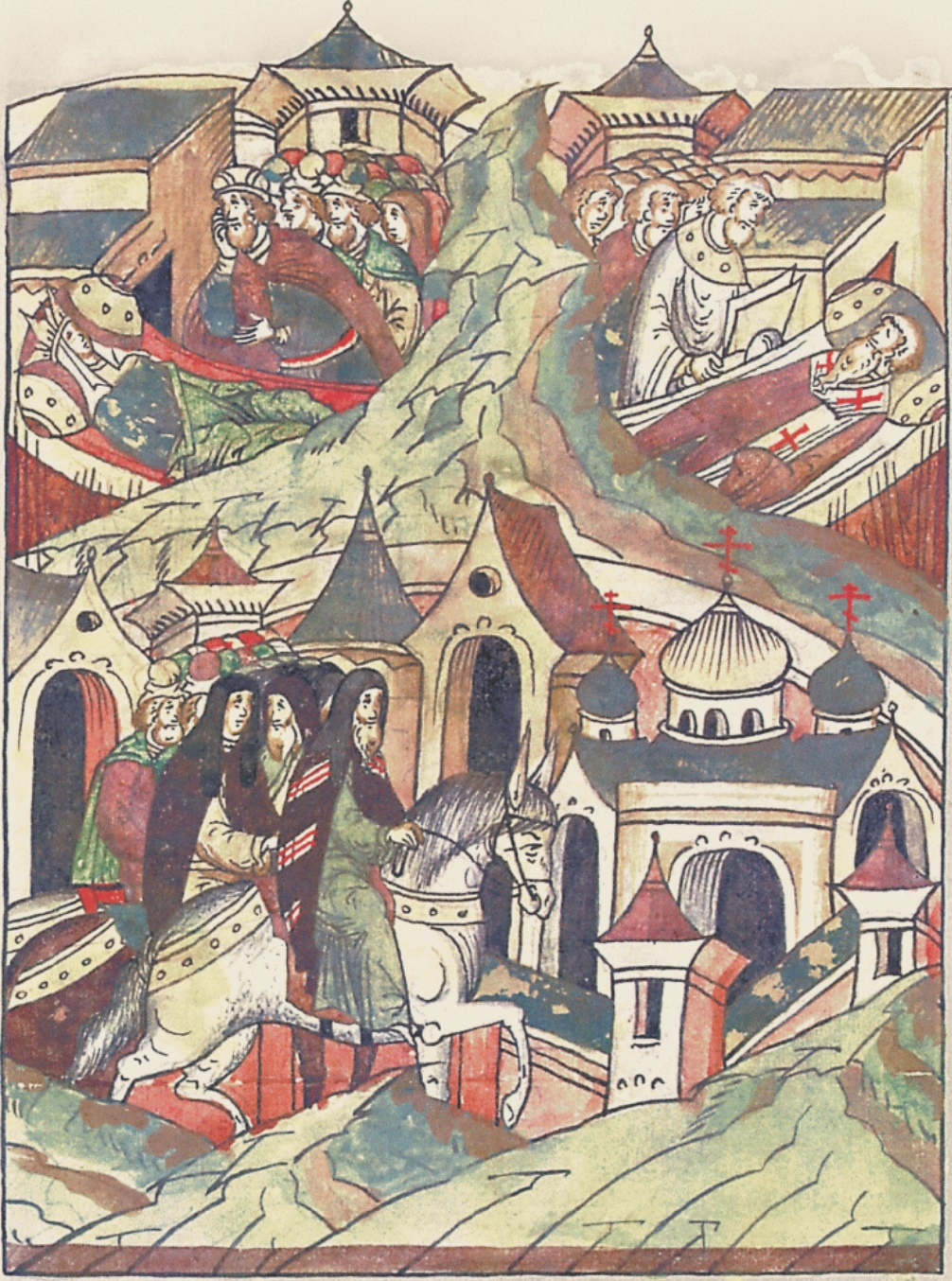
كريستينا إنجيسدوتر من السويد على فراش الموت ، وزوجها (مستسلاف الأول) بجانبها ؛ وفاة دانييل يوريفيسكي ؛ مسيرة المحظيات والأساقفة

الأميرة كريستينا إنجيسدوتر من السويد ( بالسويدية : Kristina Ingesdotter) و (18 يناير 1122 القرن ال11)، أميرة سويدية والأميرة القرينة ‏ لمناطق فيليكي نوفغورود ، روستوف وبيلغورود ، عن طريق الزواج من الأمير الكبير مستيسلاف الأول من كييف .

## حياتها
كانت كريستينا ابنة الملك إنج الكبير من السويد والملكة هيلينا .  هيلانة كانت أخت بلوت سفين ملك السويد. وكانت على الأرجح الأكبر بين البنات الثلاث، تزوجت قبل شقيقتيها مارغريت وكاترين.
تزوجت كريستينا من مستسلاف ، الذي كان أمير فيليكي نوفغورود وروستوف وبلجورود، مما منحها ألقاب معادلة لها. تزوجا في 1095. إلا أن البعض يترك تاريخ الزواج ضمن الفترة بين 1090 و 1096. 
تم العثور على ختم كريستينا الشخصي من قبل علماء الآثار، والذي يحمل صورة امرأة مع تاج وهالة قديس ونقش «سانت كريستينا» باللغة اليونانية.  يُعتقد أن الأميرة كريستينا قد تم تصويرها على أنها القديسة كريستينا في كنيسة نيريديتسا ‏ ، وهذا يمكن تفسيره على أنها قد بُجلت كقديسة محلية. 
توفي والدها، الملك إنجه الكبير، في عام 1110 ، وخلفه على العرش السويدي أبناء أخوته. اعتبرت كريستينا، والتي كانت تعيش في روسيا، بعيدة جدا عن السويد بحيث لم تُمنح حصة في ميراث والدها، تاركة شقيقاتها الصغرى مارغريت فريدكولا ملكة الدنمارك وكاترين إنجيسدوتر من السويد وريثتان لوالدهما.  ومع ذلك، فمن المعروف أن مارغريت تشاركت في ميراثها مع ابنة أختها إنغريد في النرويج، وابنة أختها في إنجبورج في الدنمارك، معطية كل منهما الربع من ورثتها: كانت إنجبورج هي ابنة كريستينا والوحيدة من أطفالها المقيمين في الدول الاسكندنافية. عاشت إنجبورج في الدنمارك بعد زواجها من أمير دنماركي وذلكبعد عدة سنوات، الأمر الذي يمكن اعتباره جزء من ميراث والدتها كريستينا. 
توفيت كريستينا في 18 يناير 1122.  وبعد ثلاث سنوات من وفاتها، أصبح زوجها مستسلاف أميرًا لكييف.

## الأبناء
كان لدى كريستينا ومستيسلاف عشرة أطفال:
1. إنغيبورغ من كييف، تزوجت كاونتي لافارد من دوقية شلسفيغ ، وكانت والدة فلادمير الأول من الدنمارك
2. مالفريد، تزوجت (1) سيجورد الأول من النرويج ؛ (2) إريك الثاني من الدنمارك
3. دوبرودية، متزوجة من أليكسيوس كومنينوس ، ابن يوحنا الثاني كومنينوس
4. فسيفولود من نوفغورود وبسكوف
5. ماريا مستسلافنا من كييف، تزوجت فسيفولود الثاني من كييف
6. إيزلافلاف الثاني من كييف
7. روستيسلاف كييف
8. سفياتوبولك بسكوف
9. رونيدا، متزوجة من ياروسلاف من فولينيا
10. زينيا، متزوجة من بريشيسلاف من إيزياسلول